# Rayonnement électromagnétique
Pour les articles homonymes, voir Rayonnement (homonymie).
 (septembre 2012).
Si vous disposez d'ouvrages ou d'articles de référence ou si vous connaissez des sites web de qualité traitant du thème abordé ici, merci de compléter l'article en donnant les références utiles à sa vérifiabilité et en les liant à la section « Notes et références ».

Répartition du rayonnement électromagnétique par longueur d'onde.

Le rayonnement électromagnétique est la propagation d'ondes du champ électromagnétique, porteuses d'une énergie de rayonnement. La lumière visible est une partie du spectre électromagnétique.
La propagation de ce rayonnement donne lieu à de nombreux phénomènes comme l'atténuation, l'absorption, la diffraction et la réfraction, le décalage vers le rouge, les interférences, les échos, les parasites électromagnétiques et les effets biologiques.
Le rayonnement électromagnétique peut être décrit de manière corpusculaire en physique quantique comme la propagation de photons (boson vecteur de l'interaction électromagnétique), ou de manière ondulatoire comme une onde électromagnétique. Il se manifeste sous la forme d'un champ électrique couplé à un champ magnétique.

## L'onde électromagnétique et le photon
La lumière est un rayonnement électromagnétique visible par l'œil humain. Les ondes radio, les rayons X et γ sont également des rayonnements électromagnétiques.
Du fait de la dualité onde-corpuscule, les rayonnements électromagnétiques peuvent se modéliser de deux manières complémentaires :
- onde électromagnétique : le rayonnement est la propagation d'une variation des champs électriques et magnétiques ; un spectrographe permet de décomposer cette onde en ondes monochromatiques de longueurs d'onde {\displaystyle \lambda } et fréquences différentes {\displaystyle \nu } que l'on peut analyser ensuite ;
- photon : la mécanique quantique associe aux modes normaux de la radiation électromagnétique monochromatique un corpuscule de masse nulle et de spin 1 nommé photon dont l'énergie est {\displaystyle E=h\nu \,} où {\displaystyle h} est la constante de Planck.

L'impulsion {\displaystyle p} du photon est égale à {\displaystyle p={\frac {E}{c}}={\frac {h\nu }{c}}}.
L'énergie des photons d'une onde électromagnétique se conserve lors de la traversée de différents milieux transparents (par contre, une certaine proportion de photons peut être absorbée).
Dans le vide, le rayonnement électromagnétique, en particulier la lumière, se déplace à la vitesse de 299 792 458 mètres par seconde. Cette vitesse, appelée vitesse de la lumière et notée c, est une des constantes physiques fondamentales.
La longueur d'onde est alors égale à :
{\displaystyle \lambda ={\frac {c_{\nu }}{\nu }}}
{\displaystyle c_{\nu }} étant la vitesse de la lumière dans le milieu considéré pour la fréquence {\displaystyle \nu }, avec {\displaystyle c_{\nu }=c/n_{\nu }} 
({\displaystyle n_{\nu }} étant l'indice de réfraction de la lumière monochromatique de fréquence {\displaystyle \nu } dans le milieu considéré).
La constatation, à la fin du XIXe siècle, que la vitesse de la lumière dans le vide ne dépend pas du référentiel a conduit à l'élaboration de la théorie de la relativité restreinte.

## Propriétés
- Tout corps à une température supérieure au zéro absolu, soit −273,15 °C ou 0 K ou −459,67 °F, émet un rayonnement électromagnétique appelé rayonnement thermique ou rayonnement du corps noir.
- Un corps qui reçoit un rayonnement électromagnétique peut en réfléchir une partie et absorber le reste. L'énergie absorbée est convertie en énergie thermique et contribue à l'augmentation de la température de ce corps.
- Une particule chargée de forte énergie émet un rayonnement électromagnétique :
  - quand elle est déviée par un champ magnétique : c'est le rayonnement synchrotron ; ce rayonnement synchrotron est utilisé comme source de rayons X pour de nombreuses expériences de physique et de biologie (lignes de lumière autour d'un synchrotron) ;
  - lorsqu'elle pénètre dans un milieu différent : c'est le « rayonnement continu de freinage ».
- L'absorption d'un photon peut provoquer des transitions atomiques, c'est-à-dire exciter un atome dont l'énergie augmente par la modification de l'orbitale d'un de ses électrons.
- Lorsqu'un atome excité revient à son état d'énergie fondamental, il émet un photon dont l'énergie (et donc la fréquence) correspond à une différence entre deux états d'énergie de l'atome.
- Certains rayonnements électromagnétiques transportent suffisamment d'énergie pour arracher des électrons à la matière, ce sont des rayonnements ionisants.
- Dans le même domaine du spectre électromagnétique, les photons sont capables de former des paires électron-trous dans les semi-conducteurs (principe utilisé dans les capteurs photographiques CCD). En se recombinant, l'électron et le trou émettent de la lumière (principe exploité dans les diodes électroluminescentes).
- Les réactions nucléaires, comme celles de fission, de fusion et de désintégration, s'accompagnent souvent d'une émission de photons de grande énergie appelés rayons {\displaystyle \gamma } (rayons gamma).

## Spectre électromagnétique
Un spectre électromagnétique est la décomposition d'un rayonnement électromagnétique en fonction de sa longueur d'onde, ou, de manière équivalente, de sa fréquence (via l'équation de propagation) ou de l'énergie de ses photons.

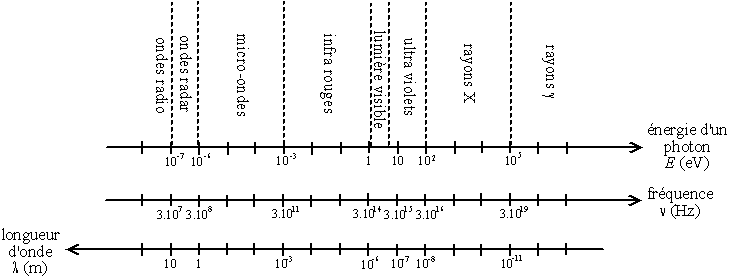
Classement des ondes électromagnétiques par longueur d'onde, fréquence et énergie des photons.

Pour des raisons historiques, les ondes électromagnétiques sont désignées par différents termes, en fonction des gammes de fréquence (ou de longueur d'onde). Par longueur d'onde décroissante, ce sont :
- les ondes radio et les ondes radar sont produites par des courants électriques de basse fréquence ;
- les ondes infrarouges, la lumière visible et le rayonnement ultraviolet sont produits par des transitions électroniques dans les atomes, concernant les électrons périphériques, ainsi que par le rayonnement thermique ; les ondes ultraviolettes ont des effets sur la peau (bronzage, coups de soleil, cancer de la peau) ;
- les rayons X peuvent être également produits lors des transitions électroniques de haute énergie. Ils sont par exemple générés par radioactivité (photons de fluorescence émis lors de la réorganisation du cortège électronique d'un atome). Leur génération contrôlée est le plus souvent effectuée par freinage d'électrons (tube à rayons X) ou par rayonnement synchrotron (déviation de faisceau d'électrons relativistes). Du fait de leur longueur d'onde sub-nanométrique, ils permettent l'étude des cristaux et molécules par diffraction ; les rayons X durs correspondent à des photons de plus haute énergie, et les rayons X mous à des photons de plus faible énergie ;
- le rayonnement {\displaystyle \gamma } est produit par la radioactivité lors de la désexcitation d'un noyau. Ils sont donc en particulier émis par les matériaux radioactifs et les réacteurs nucléaires. Leur énergie est donc en moyenne supérieure aux photons X.

Les ondes électromagnétiques peuvent aussi être divisées en deux grandes catégories :
- les rayonnements non-ionisants
- les rayonnements ionisants

Un rayonnement ionisant est un rayonnement électromagnétique capable de produire des ions lors de son passage à travers la matière. Ces rayonnements peuvent être produits par la radioactivité d'atomes tels que l'uranium ou le plutonium.
Les rayonnements ionisants peuvent être nocifs pour les êtres vivants, voire mortels dans certains cas à doses élevées.
Les rayons ionisants sont :
- les rayons ultraviolets, en dehors des UV proches
- les rayons X
- les rayons {\displaystyle \gamma } (gamma)

La limite entre rayonnements non-ionisants et rayonnements ionisants est située à 849,481 THz soit 849 481 GHz (le début des rayons ultraviolets).

#### Phénomènes physiques
- Transitions électroniques
- Transitions nucléaires
- Antennes

#### Applications
- Cage de Faraday
- Chambre anéchoïque
- Interaction rayonnement-matière
- Radiations dans l'atmosphère
- Lasers
- Longueur électrique